# Triptofano 2'-diossigenasi
La triptofano 2'-diossigenasi è un enzima appartenente alla classe delle ossidoreduttasi, che catalizza la seguente reazione:
L-triptofano + O2 ⇄ (indol-3-il)glicolaldeide + CO2 + NH3
L'enzima è una emoproteina che agisce su diversi derivati di indolo-3-alcani, ossidando la terza catena laterale in posizione 2′. I migliori substrati sono L-triptofano e 5-idrossi-L-triptofano.